# Équipe de Jamaïque féminine de football
Cet article traite de l'équipe féminine. Pour l'équipe masculine, voir Équipe de Jamaïque de football.
Maillots
L'équipe de Jamaïque féminine de football est constituée par une sélection des meilleures joueuses jamaïcaines de football féminin sous l'égide de la Fédération de Jamaïque de football et représente le pays lors des compétitions majeures.

## Histoire
En 2015, la fédération décide de suspendre le programme féminin après des mauvais résultats, la Jamaïque n'est pas parvenu à se qualifier pour la Coupe du monde 2015 et le tournoi olympique de 2016. Le championnat féminin de l’île disparaît dans la foulée la même année.

## Classement FIFA
| Année               | 2003 | 2004 | 2005 | 2006 | 2007 | 2008 | 2009 | 2010 | 2011 | 2012 | 2013 | 2014 | 2015 | 2016 | 2017 | 2018 | 2019 | 2020 | 2021 | 2022 |
| ------------------- | ---- | ---- | ---- | ---- | ---- | ---- | ---- | ---- | ---- | ---- | ---- | ---- | ---- | ---- | ---- | ---- | ---- | ---- | ---- | ---- |
| Classement mondial  | 72   | 76   | 76   | 74   | 73   | 71   | 92   | 128  | 136  | 131  | 118  | 72   | 72   | 65   | 119  | 53   | 51   | 50   | 51   | 44   |
| Classement Concacaf | 8    | 8    | 8    | 8    | 8    | 8    |      |      |      |      |      | 8    | 7    | 6    |      |      | 5    | 5    | 5    | 5    |

## Parcours dans les compétitions internationales

### Parcours enCoupe du monde
| Édition | Performance        | J | V | N | D | Bp | Bc |
| ------- | ------------------ | - | - | - | - | -- | -- |
| 1991    | Non qualifiée      | - | - | - | - | -  | -  |
| 1995    | Non qualifiée      | - | - | - | - | -  | -  |
| 1999    | Non qualifiée      | - | - | - | - | -  | -  |
| 2003    | Non qualifiée      | - | - | - | - | -  | -  |
| 2007    | Non qualifiée      | - | - | - | - | -  | -  |
| 2011    | Non qualifiée      | - | - | - | - | -  | -  |
| 2015    | Non qualifiée      | - | - | - | - | -  | -  |
| 2019    | 1er tour           | 3 | 0 | 0 | 3 | 1  | 12 |
| 2023    | Huitième de finale | 4 | 1 | 2 | 1 | 1  | 1  |
| Total   | 2/9                | 4 | 1 | 2 | 4 | 2  | 13 |

### Parcours enChampionnat féminin de la CONCACAF
- 1991 : 1er tour
- 1993 : Non qualifiée
- 1994 : 5e
- 1998 : Non inscrite
- 2000 : Non inscrite
- 2002 : 1er tour
- 2006 : 4e
- 2010 : Non inscrit
- 2014 : 5e
- 2018 :  3e
- 2022 :  3e